# Joni Mitchell
Joni Mitchell, rodným jménem Roberta Joan Anderson, (* 7. listopadu 1943 ve Fort McLeod, Kanada) je písničkářka a malířka. Svoji hudební kariéru začala v malých nočních klubech a hraním na torontských ulicích. V polovině šedesátých let dvacátého století výrazně ovlivnila newyorskou písničkářskou scénu. V sedmdesátých letech pak zkoušela kombinovat pop s jazzem, v jejím pojetí z toho vzešel svébytný hudební styl. Její píseň „Both Sides Now“ se také objevila ve filmu Láska nebeská. V žebříčku sta největších zpěváků sestaveným souborem 179 kritiků pro časopis Rolling Stone v roce 2008 se Joni Mitchell umístila na 42. pozici.

## Životopis

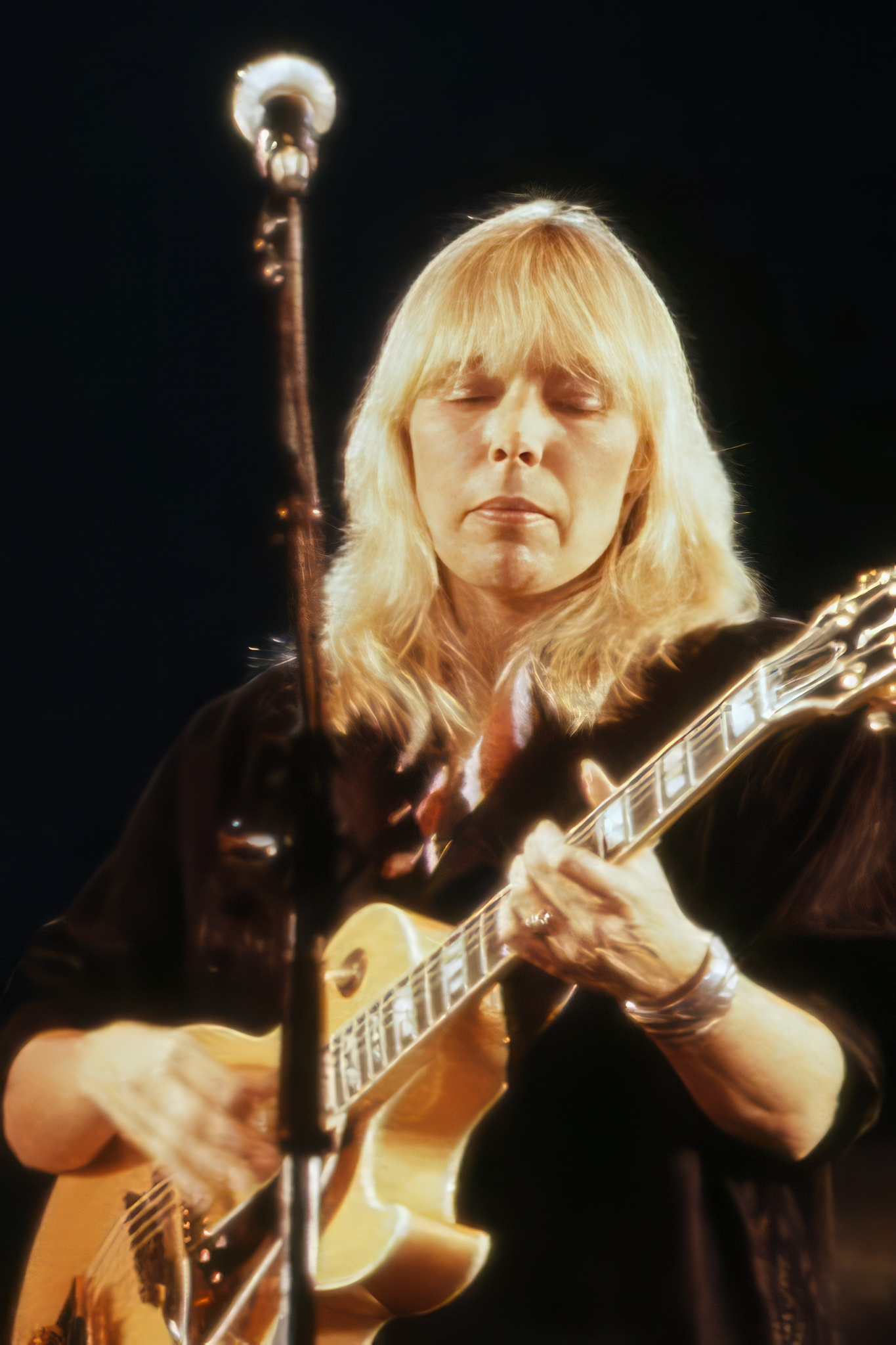
Joni Mitchel v roce 1983

Narodila se v kanadské provincii Alberta v rodině letce. Od mládí velice hezky kreslila, studovala výtvarné umění, velmi často si sama navrhovala obaly svých gramofonových desek a CD. Pro folkovou hudbu ji získalo studentské prostředí a detroitský muzikant Chuck Mitchell, za něhož se posléze i provdala. Toto manželství však netrvalo dlouho. Vystupovala ve folkových klubech a kavárnách v Michiganu a New Yorku. V roce 1968 nahrála svojí první dlouhohrající desku. Joni Mitchell má hlas s velkým rozsahem, který je popisován jako příjemný, vyvážený a něžný. Ve své dlouhé kariéře prošla obdobím folku, jazzu, ale také etnickou hudbou. Na své kytaře často používá unikátní ladění, což propůjčuje jejím nahrávkám osobité kouzlo. Časopis Rolling Stone ji zařadil na 72. místo nejlepších kytaristů všech dob. Desky Joni Mitchell jsou široce respektovány nejen samotnými hudebníky, ale i hudebními kritiky. Získala pět ocenění Grammy a v roce 2002 jí byla udělena Grammy za celoživotní dílo.
Mitchell bývá někdy označována jako „ženská obdoba Boba Dylana“. Proti této nálepce se ale jednou ohradila slovy: „Pro některé lidi jsou ženy jiný živočišný druh. Nikdo by neřekl, že Dylan je mužská obdoba Joni Mitchell.“

## Diskografie

### Alba
- Song to a Seagull (nebo Joni Mitchell) (1968)
- Clouds (1969)
- Ladies of the Canyon (1970)
- Blue (1971)
- For the Roses (1972)
- Court and Spark (1974)
- Miles of Aisles (live) (1974)
- The Hissing of Summer Lawns (1975)
- Hejira (1976)
- Don Juan's Reckless Daughter (1977)
- Mingus (1979)
- Shadows and Light (live) (1980)
- Wild Things Run Fast (1982)
- Dog Eat Dog (1985)
- Chalk Mark in a Rainstorm (1988)
- Night Ride Home (1991)
- Turbulent Indigo (1994)
- Taming the Tiger (1998)
- Both Sides Now (2000)
- Travelogue (2002)
- Shine (2007)

### Kompilace
- The World of Joni Mitchell (1972)
- Hits (1996)
- Misses (1996)
- The Complete Geffen Recordings (4-CD komplet z období 1982–91) (2003)
- The Beginning of Survival (2004)
- Dreamland (2004)
- Starbucks Artist's Choice
- Songs of a Prairie Girl (2005)

### Singly
- „Night in the City“ (1968)
- „Chelsea Morning“ (1969)
- „Big Yellow Taxi“ (1970)
- „Carey“ (1971)
- „You Turn Me On, I'm A Radio“ (1972)
- „Free Man in Paris“ (1974)
- „Help Me“ (1974)
- „Big Yellow Taxi (live)“ (1975)
- „In France They Kiss On Main Street“ (1975)
- „Coyote“ (1976)
- „Off Night Backstreet“ (1977)
- „The Dry Cleaner from Des Moines“ (1979)
- „Why Do Fools Fall In Love“ (1980)
- „Chinese Cafe/Unchained Melody“ (1982)
- „(You're So Square) Baby, I Don't Care“ (1982)
- „Good Friends“ (1985)
- „My Secret Place“ (1988)
- „Snakes and Ladders“ (1988)
- „Come in from the Cold“ (1991)
- „How Do You Stop“ (1994)
- „Big Yellow Taxi“ (remix) (1996)